# Las Tablas, Bejucal de Ocampo
Las Tablas är en ort i Mexiko.   Den ligger i kommunen Bejucal de Ocampo och delstaten Chiapas, i den sydöstra delen av landet, 900 km sydost om huvudstaden Mexico City. Las Tablas ligger 2 620 meter över havet och antalet invånare är 217.
Terrängen runt Las Tablas är bergig åt sydost, men åt nordväst är den kuperad. Las Tablas ligger uppe på en höjd. Runt Las Tablas är det ganska tätbefolkat, med 96 invånare per kvadratkilometer. Närmaste större samhälle är El Porvenir de Velasco Suárez, 8,7 km väster om Las Tablas. I omgivningarna runt Las Tablas växer huvudsakligen savannskog.